# Systraskap
Systraskap är en elektronikaduo bestående av de svenska producenterna och musikerna Amanda Lindgren och Sabina Wärme. Duon driver även skivbolaget Bassonga.

## Historik
Systraskap bildades 2011 av Sabina Wärme och Amanda Lindgren. Duon gjorde sin första livespelning 2011 och har sedan dess turnerat frekvent i Sverige, Tyskland, Norge och Frankrike. Under åren har Systraskap spelat på bland annat Fusion festival, Hultsfredsfestivalen, Popaganda, Storsjöyran, Peace & Love, Malmöfestivalen, Svenska institutet i Paris m.fl. Sommaren 2015 gjorde duon en förbandsturné i Tyskland med svenska bandet Tiger Lou. Under 2016 har duon agerat livemusiker åt både Adam Tensta och Maxida Märak. Systraskap har även gjort flera samarbeten med organisationen Popkollo. Duon gjorde sin sista spelning tillsammans på Värmland Pride 2017.

## Bandet
Systraskap har gjort sig kända genom sina liveshower, karaktäristiska produktioner och politiska texter. Bandet har en stark vänsterpolitisk (ej partipolitisk) agenda och tar tydlig ställning i frågor som till exempel jämlikhet, klass, miljöförstöring och kärnkraft.
»Vi vill påpeka en struktur och samtidigt be den dö ut.« säger Systraskap i Sonic Magazine #78 om att vara feminist och prata om könsmaktsordningen utan att tro på det binära könssystemet.
Mattias Alkberg beskriver Systraskap såhär: "En musikalitet och en inställning som inte går att hitta eller uppbringa i den vanliga svennebanannormen. Inte så konstigt kanske, för att finna sin plats i den kan man inte vara så här utmanade, rollupplösande och svängiga." – Norrbottens Kurriren 2014-09-23
Systraskap släppte sitt kritikerrosade debutalbum MVIMW den 9 februari 2015, på det egna skivbolaget Bassonga. Duon har tidigare släppt en EP samt remixer av Karin Park, Johen Rafael Tilli (Death Team, Lissi Dancefloor Disaster), Moa-Lina Croall, och Acute Onset.
Den egenproducerade musikvideon till Marie, som släpptes 2012, är en protest mot kärnkraft och kärnvapen.
Singeln ”Let’s start a revolution” har blivit kallad för 2013 års anthem.
Systraskap har medverkat i bland annat Musikguiden i P3, Elektroniskt i P2, Kalejdoskop i P2,  Art’s Birthday Party 2013 (Sveriges Radio) och Kulturnyheterna.
2014 medverkade duon i dokumentären om Popup, den första svenska festivalen med endast kvinno- och transidentifierade samt icke-binära musiker på scenen.
Systraskap är signade på Svenska bokningsbolaget Appelgren Friedner

## Diskografi

### Album
- 2011 - Systraskap EP
- 2015 - MVIMW

### Singlar
- 2013 - Let's start a revolution
- 2014 - Let's start a revolution (Johen Rafael Tilli Remix)
- 2014 - Let's start a revolution (Acute Onset Remix)
- 2014 - My voice is my weapon
- 2015 - Wear it like you deserve it
- 2015 - Wear it like you deserve it (Karin Park Remix)
- 2015 - Fit@Frames Moa-Lina Croall Remix